# Atheta glabriculoides
Atheta glabriculoides är en skalbaggsart som beskrevs av Embrik Strand 1958. Atheta glabriculoides ingår i släktet Atheta, och familjen kortvingar. Arten är reproducerande i Sverige.